# ليو ولمان
ليو ولمان (بالإنجليزية: Leo Wolman)‏ (و. 1890 – 1961 م) هو عالم اقتصاد من الولايات المتحدة الأمريكية. ولد في بالتيمور، ماريلاند.
توفي في مدينة نيويورك.

## التعليم
تعلم في جامعة جونز هوبكينز.

## مناصب وهيئات
أدار جامعة هارفارد، وجامعة كولومبيا.